# Чипъуа (окръг, Минесота)
Окръг Чипъуа (на английски: Chippewa County) е окръг в щата Минесота, Съединени американски щати. Площта му е 1523 km², а населението - 13 088 души (2000). Административен център е град Монтевидео.